# Premio Manfred Salzgeber
Il Premio Manfred Salzgeber (Manfred Salzgeber Preis) è stato un premio assegnato dal 2000 al 2008 da una delle giurie indipendenti del Festival di Berlino.
Dedicato all'attore tedesco e attivista LGBT Manfred Salzgeber, già fondatore del Teddy Award e deceduto nel 1994, il premio era destinato a film e documentari in concorso e nella sezione Panorama che "ampliano i confini del cinema oggi".

## Albo d'oro
- 2000: El mar, regia di Agustí Villaronga (Spagna)
- 2001: A mia sorella! (À ma soeur!), regia di Catherine Breillat (Francia, Italia)
- 2002
  - Head käed, regia di Peeter Simm (Estonia, Lettonia)
  - Varuh meje, regia di Maja Weiss (Slovenia, Germania, Francia)
- 2003: Pure, regia di Gillies MacKinnon (Regno Unito)
  - Una menzione speciale è stata assegnata all'attore Harry Eden per l'interpretazione in Pure di Gillies MacKinnon.
- 2004: Wild Side, regia di Sébastien Lifshitz (Francia, Belgio, Regno Unito)
- 2005: Gamblers - Giochi malvagi (Les mauvais joueurs), regia di Frédéric Balekdjian (Francia)
- 2006: Paper Dolls (Bubot Niyar), regia di Tomer Heymann (USA, Israele, Svizzera)
- 2007: The Tracey Fragments, regia di Bruce McDonald (Canada)
  - Una menzione speciale è stata assegnata al film Boldog új élet di Árpád Bogdán.
- 2008: Glasses (Megane), regia di Naoko Ogigami (Giappone)
  - Una menzione speciale è stata assegnata al documentario Improvvisamente l'inverno scorso di Gustav Hofer e Luca Ragazzi.